# When Doves Cry
When Doves Cry ist ein Lied des US-amerikanischen Musikers Prince aus dem Jahr 1984. Das Stück wurde am 16. Mai 1984 als Vorabsingle seines Albums Purple Rain ausgekoppelt, ist Teil des Soundtracks zu Purple Rain und avancierte zum Nummer-eins-Hit sowie Millionenseller.

## Geschichte
Nach der Aufnahme des Filmes Purple Rain wurde Prince vom Regisseur gebeten, zum Film einen Soundtrack zu schreiben. Er sollte ein Lied beinhalten, das von elterlichen Schwierigkeiten handelt. Am nächsten Morgen hatte Prince dann zwei Ideen umgesetzt, When Doves Cry und Purple Rain. Das Stück wurde dabei von ihm selbst arrangiert, getextet, komponiert und produziert.
Das Stück wurde am 16. Mai 1984 als Vorabsingle seines Albums Purple Rain ausgekoppelt. Als B-Seite von When Doves Cry dient das Stück 17 Days, das Prince ursprünglich für die Girlgroup Apollonia 6 vorgesehen hatte. In Großbritannien erschien 17 Days mit dem Song 1999 als 12″-Single. Im September 2018 wurde auf dem Album Piano & A Microphone 1983 eine Akustikversion von 17 Days veröffentlicht, die Prince im Oktober 1983 aufgenommen hatte und nur auf dem Klavier spielt. Diese Version unterscheidet sich aber gravierend von der als B-Seite veröffentlichten Version.
Nachdem Prince an Purple Rain gearbeitet hatte, komponierte er When Doves Cry. Neben dem Gesang spielte er die Instrumente und von der Textur erscheint das Lied sehr stark. Der Song enthält keinen E-Bass, was sehr ungewöhnlich für einen Dance-Song ist. Prince sagte, dass er ursprünglich Bässe einbauen wollte, entschied sich aber dagegen. Bei der Purple-Rain-Tour wurden hingegen Bässe gespielt. Das Lied beginnt mit einem Gitarrensolo, gefolgt vom Beat eines Drumcomputers und einem Loop mit gutturalem Laut und kurz vor dem Ende folgt ein Synthesizer-Solo.
When Doves Cry ist auch auf den Prince-Kompilationen His Majesty’s Pop Life/The Purple Mix Club (1985), The Hits/The B-Sides (1993), The Very Best of Prince (2001), Ultimate (2006) und 4Ever (2016) zu finden. Außerdem ist der Song auf dem Album Purple Rain Deluxe (2017) vorhanden.

## Musikvideo
Das Musikvideo, bei dem Prince selbst Regie führte, wurde im Juni 1984 bei MTV uraufgeführt. Zu Beginn des Videos öffnen sich Doppeltüren, danach fliegen weiße Tauben und dann steigt Prince mit nacktem Oberkörper aus einer Badewanne. Des Weiteren sind auch Szenen aus dem Film Purple Rain zu sehen. Das Video löste Kontroversen aus: Medien kritisierten die offene Sexualität im Video.

## Rezeption
1985 gewann When Doves Cry bei den American Music Awards in der Kategorie Favorite Soul/R&B Single.
Laut Umfragen der The Village Voice wurde der Song Single des Jahres, erreichte in den American Top 40 jedoch nur Platz 2. Im Magazin Spin reihte es sich auf Platz 6 ein. In der Liste des Magazins Rolling Stone 500 beste Songs aller Zeiten platzierte sich der Song auf Platz 52. Im Jahr 2006 erzielte der Hit Platz 5 in der VH1-Liste der größten Songs der 1980er Jahre.

## Kommerzieller Erfolg

### Chartplatzierungen
When Doves Cry avancierte zum Nummer-eins-Hit in den US-amerikanischen Billboard Hot 100, wo es sich fünf Wochen halten konnte. 1984 belegte es den ersten Platz der US-amerikanischen Single-Jahrescharts.
| ChartsChartplatzierungen       | Höchstplatzierung | Wochen |
| ------------------------------ | ----------------- | ------ |
| Deutschland (GfK)              | 16 (19 Wo.)       | 19     |
| Österreich (Ö3)                | 19 (3 Wo.)        | 3      |
| Schweiz (IFPI)                 | 17 (10 Wo.)       | 10     |
| Vereinigte Staaten (Billboard) | 1 (23 Wo.)        | 23     |
| Vereinigtes Königreich (OCC)   | 4 (16 Wo.)        | 16     |

| ChartsJahrescharts (1984)      | Platzierung |
| ------------------------------ | ----------- |
| Vereinigte Staaten (Billboard) | 1           |

### Auszeichnungen für Musikverkäufe
In den Vereinigten Staaten erreichte When Doves Cry Platinstatus für 2.000.000 verkaufte Exemplare und in den Großbritannien Platinstatus für 600.000 verkaufte Singles.
| Land/Region                  | Auszeichnungen für Musikverkäufe (Land/Region, Auszeichnung, Verkäufe) | Verkäufe  |
| ---------------------------- | ---------------------------------------------------------------------- | --------- |
| Neuseeland (RMNZ)            | Platin                                                                 | 30.000    |
| Vereinigte Staaten (RIAA)    | Platin                                                                 | 2.000.000 |
| Vereinigtes Königreich (BPI) | Platin                                                                 | 600.000   |
| Insgesamt                    | 3× Platin ·                                                            | 2.630.000 |

Hauptartikel: Prince/Auszeichnungen für Musikverkäufe

## Coverversionen
- 1984: James Last
- 1990: MC Hammer (Coverversion heißt Pray)
- 1994: Bob Belden feat. Cassandra Wilson
- 1994: Flying Pickets
- 1996: Ginuwine
- 1997: Ani DiFranco
- 1997: Quindon Tarve (* 4. August 1982; † 1. April 2021) (29. Juli 1997: AUS: Gold (35.000+))
- 2001: Barenaked Ladies
- 2001: T.O.K. (Eagles Cry)
- 2002: Patti Smith
- 2003: Gov’t Mule
- 2003: Guy Sebastian
- 2005: Damien Rice
- 2007: Bligg feat. Lesley
- 2007: Razorlight
- 2011: Alex Clare
- 2012: Scala & Kolacny Brothers
- 2014: Viza
- 2016: The Game feat. Lorine Chia (Coverversion heißt Rest in Purple)
- 2017: Sarah Jarosz
- 2018: Joey Badass (Coverversion heißt When Thugs Cry)
- 2021: Nonpoint
- 2023: Vitamin String Quartet